# Ctenocallis setosus
Ctenocallis setosus är en insektsart. Ctenocallis setosus ingår i släktet Ctenocallis och familjen långrörsbladlöss. Inga underarter finns listade i Catalogue of Life.